# وایتس لندینگ (اوهایو)
وایتس لندینگ (به انگلیسی: Whites Landing) یک منطقهٔ مسکونی در ایالات متحده آمریکا است که در اوهایو واقع شده‌است. وایتس لندینگ ۰٫۷۶ کیلومتر مربع مساحت و ۳۷۵ نفر جمعیت دارد و ۱۷۶٫۷۹ متر بالاتر از سطح دریا واقع شده‌است.